# Хикава (Симане)
Хикава (яп. 斐川町 Хикава-тё:) — бывший посёлок в Японии, находившийся в уезде Хикава префектуры Симане. 1 октября 2011 вошёл в состав города Идзумо.

## Географическое положение
Посёлок был расположен на острове Хонсю в префектуре Симане региона Тюгоку. С ним граничили города Мацуэ, Идзумо и Уннан. Площадь составляла 80,64 км².

## Население
Население посёлка составляло 27 641 человек (1 сентября 2011), а плотность — 342,77 чел./км². Изменение численности населения с 1980 по 2005 годы:
| 1980 | 23 829 чел. |  |
| 1985 | 24 592 чел. |  |
| 1990 | 25 221 чел. |  |
| 1995 | 25 787 чел. |  |
| 2000 | 26 816 чел. |  |
| 2005 | 27 444 чел. |  |

## Символика
Деревом посёлка считалась восковница красная, цветком — рододендрон.